# 韩邦靖
韓邦靖（1488年—1523年），字汝慶，號五泉，陝西朝邑縣（今陕西渭南市大荔縣）人。明朝政治人物。正德戊辰進士。官至山西參議。

## 生平
韓邦奇之弟。生於弘治元年（1488年），幼年聰悟。十四歲即舉於鄉。正德三年（1508年）二十一歲中式戊辰科会试一百十一名，二甲九十五名进士。由工部主事进员外郎，正德九年（1514年）京师地震，乾清宫火毁，因為触怒明武宗，被下诏狱，最後削职为民。正德十三年（1518年）应朝邑知县王道约之请，撰《朝邑县志》。
嘉靖初年，起任山西左参议，分守大同。時山西大饑，邦靖为饑民请粮上疏未果，遂乞歸，嘉靖二年（1523年）正月，回归故里，军民夹道相送，四月病卒。

## 著作
著有《韓邦靖詩集》，韓邦奇的《宮女行》詩有“更寵番僧取活佛，似欲清淨超西天。”之句，一說“活佛”之語始於此。

## 家族
曾祖韩子肅。祖韓顯，赠刑部郎中。父韓紹宗，按察司副使。母阎氏，封宜人。具庆下，兄邦輔、邦彦（贡士）、邦奇（同科进士）、邦憲、弟邦達、邦翊。